# Святые Константин и Елена
Курортный комплекс святых Константина и Елены (болг. Курортен комплекс «Св. св. Константин и Елена») — старейший болгарский черноморский курорт. Расположен в 10 км к северо-востоку от города Варна.
В дополнение к развлекательных центрам, гостиницам и спортивным сооружениям, на территории комплекса находится часовня «Св. Константин и Елена», которая когда-то была частью монастыря, построенного в честь императора Константина и его матери императрицы Елены. Ещё до болгар это побережье населяли греки. Вся близлежащая местность была колонией Византийской империи и носила название Одессос. Известная своими целебными минеральными источниками, она, вероятно, была местом отдыха высокой аристократии. Считается, что императрица Елена была частым гостем в Одессос.
Старое название курорта, которое все ещё очень популярно среди местных жителей, — «Дружба». Круглогодично в Св. Константин и Елена работают два бассейна с горячей минеральной водой, один из которых работает круглосуточно. Популярное место отдыха — ресторан-корабль «Сириус». Рядом находится гранд-отель «Варна».
Курорт посещают преимущественно туристы из Болгарии и России. Множество развлекательных заведений — интернет-кафе, рестораны, бары, сувенирные магазины и магазины одежды. Различные водные аттракционы — водные лыжи, «банан», сёрфинг и многое другое.
В комплексе функционируют полицейский участок, почта, аптеки, АЗС и оздоровительный центр. Имеется регулярное автобусное сообщение с железнодорожным вокзалом и центром города Варна.
Несколько лет назад существовала непрерывная зелёная прибрежная зона, которая связывала парк Св. Константин и Елены и Приморский парк Варны, но в последние годы она активно застраивается новой инфраструктурой.